# Хомяк, Виктор Борисович
Виктор Борисович Хомяк (род. 20 февраля 1958 — 27 января 2014) — активист Евромайдана. Герой Украины (2014, посмертно).

## Биография
Присоединился к акциям протеста после событий 30 ноября, когда сотрудники «Беркута» разогнали первое собрание Евромайдана. 27 января был обнаружен повешенным на Майдане Незалежности.

 Жители палаточного городка лишь разводят руки: никто не знает Виктора. Там даже намекают, что, мол, нужно еще разобраться, принимал ли вообще он участие в протесте, или попал на Майдан случайно.
— Валерия ЧЕПУРКО, Олеся ДУБОВИК, Мария ПРОЗОРОВА// © ЧАО «КП в Украине» (27 января 2014, 13:34)

## Память
Депутаты Боратинского сельского совета присоединились к сбору средств и приняли решение объявить на территории Боратина, Рованцов, Голышева, Новостава День траура.

### Награды
- Звание Герой Украины с вручением ордена «Золотая Звезда» (21 ноября 2014, посмертно) — за гражданское мужество, патриотизм, героическое отстаивание конституционных принципов демократии, прав и свобод человека, самоотверженное служение Украинскому народу, обнаруженные во время Революции достоинства[1]
- Медаль «За жертвенность и любовь к Украине» (УПЦ КП, июнь 2015) (посмертно)[2]